# Элмер, Джимми
Джеймс Эндрю (Джимми) Элмер (англ. James Andrew (Jimmy) Elmer; род. 8 мая 1971, Мельбурн) — австралийский хоккеист на траве, нападающий. Бронзовый призёр летних Олимпийских игр 2000 года.

## Биография
Джимми Элмер родился 8 мая 1971 года в австралийском городе Мельбурн.
Играл в хоккей на траве за «Гринборо Саут-Уэст Страйкерз» и «Мельбурн Редбэкс».
Дебютировал в сборной Австралии в 1993 году.
Завоевал комплект медалей Трофея чемпионов: золотую в 1999 году в Брисбене, серебряную в 1997 году в Аделаиде, бронзовую в 1998 году в Лахоре.
В 1998 году выиграл золотую медаль хоккейного турнира Игр Содружества в Куала-Лумпуре.
В 2000 году вошёл в состав сборной Австралии по хоккею на траве на летних Олимпийских играх в Сиднее и завоевал бронзовую медаль. Играл на позиции нападающего, провёл 7 матчей, забил 3 мяча (два в ворота сборной Польши, один — Пакистану).
В течение карьеры провёл за сборную Австралии 102 матча, забил 28 мячей.

## Семья
Старший брат — Лаклан Элмер (род. 1969), австралийский хоккеист на траве. Серебряный призёр летних Олимпийских игр 1992 года, бронзовый призёр летних Олимпийских игр 1996 года.